# De tre O:na

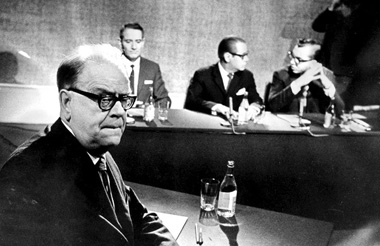
De tre O:na intervjuar Tage Erlander 1966

De tre O:na kallades på 1960-talet journalisttrion Lars Orup, Åke Ortmark och Gustaf Olivecrona. De anses, tillsammans med Herbert Söderström, vara de journalister som introducerade skjutjärnsjournalistiken i svensk television. 
Inför kommunalvalet 1966 lanserades en ny, fränare utfrågningsjournalistik i svensk television. Den gick ut på att ställa raka frågor och kräva svar på sådant som politikerna helst ville undvika. Tidigare hade partiledarna själva fått välja utfrågare och ofta anlitades då likasinnade partipolitiska tidningsredaktörer och frågorna som ställdes var ofta skrivna i förväg och delgivna intervjupersonen så att denne kunde förbereda svar på frågorna. I och med kommunalvalsutfrågningen 1966 upphörde denna intervjuteknik och en betydligt mer aggressiv och debattinriktad kom i dess ställe, under ledning av de tre O:na.  
En av dem, som pressades av trion under valrörelsen 1966 var statsministern Tage Erlander. Apropå bostadsbristen i Stockholm och på frågan om vad en ung bostadssökande familj skulle göra, svarade Erlander 8 september 1966: "De får ju ställa sig i bostadskön, givetvis". Erlander, som var ovan vid intervjutekniken, hade svårt att redogöra för socialdemokraternas bostadspolitik och bedömare var överens om att intervjun bidrog till socialdemokraternas stora valförlust i kommunalvalet detta år, i vilket partiet fick det sämsta resultatet sedan mellankrigstiden.
De tre O:na blev en tittarframgång och återkom i riksdagsvalet 1968. Skjutjärnsjournalistiken blev sedan en del av tidens polariserings- och konfrontationstrend.